# 18 lipca
18 lipca jest 199. (w latach przestępnych 200.) dniem w kalendarzu gregoriańskim. Do końca roku pozostaje 166 dni.

## Święta
- Imieniny obchodzą: Arnold, Arnolf, Arnulf, Bruno, Brunon, Drogomił, Drogomir, Drogoradz, Dziwigor, Emilian, Erwin, Eugeniusz, Fryderyk, Fryderyka, Julian, Justyn, Kamil (data sprzed reformy Soboru watykańskiego II, obecnie 14 lipca), Krescencjusz, Krescens, Krescenty, Maryna, Matern, Nemezjusz, Nemezy, Prymityw, Robert, Roberta, Szymon, Szymona, Symforoza, Teodozja i Uniesław.
- międzynarodowe – Międzynarodowy Dzień Nelsona Mandeli (ustanowione przez Zgromadzenie Ogólne ONZ w 2009)
- Urugwaj – Święto Proklamowania Pierwszej Konstytucji
- wspomnienia i święta w Kościele katolickim[1][2] obchodzą:
  - św. Bruno (biskup Segni)
  - św. Emilian (męczennik)
  - św. Maryna
  - św. Maternus z Mediolanu (biskup)
  - św. Szymon z Lipnicy (prezbiter)

## Wydarzenia w Polsce

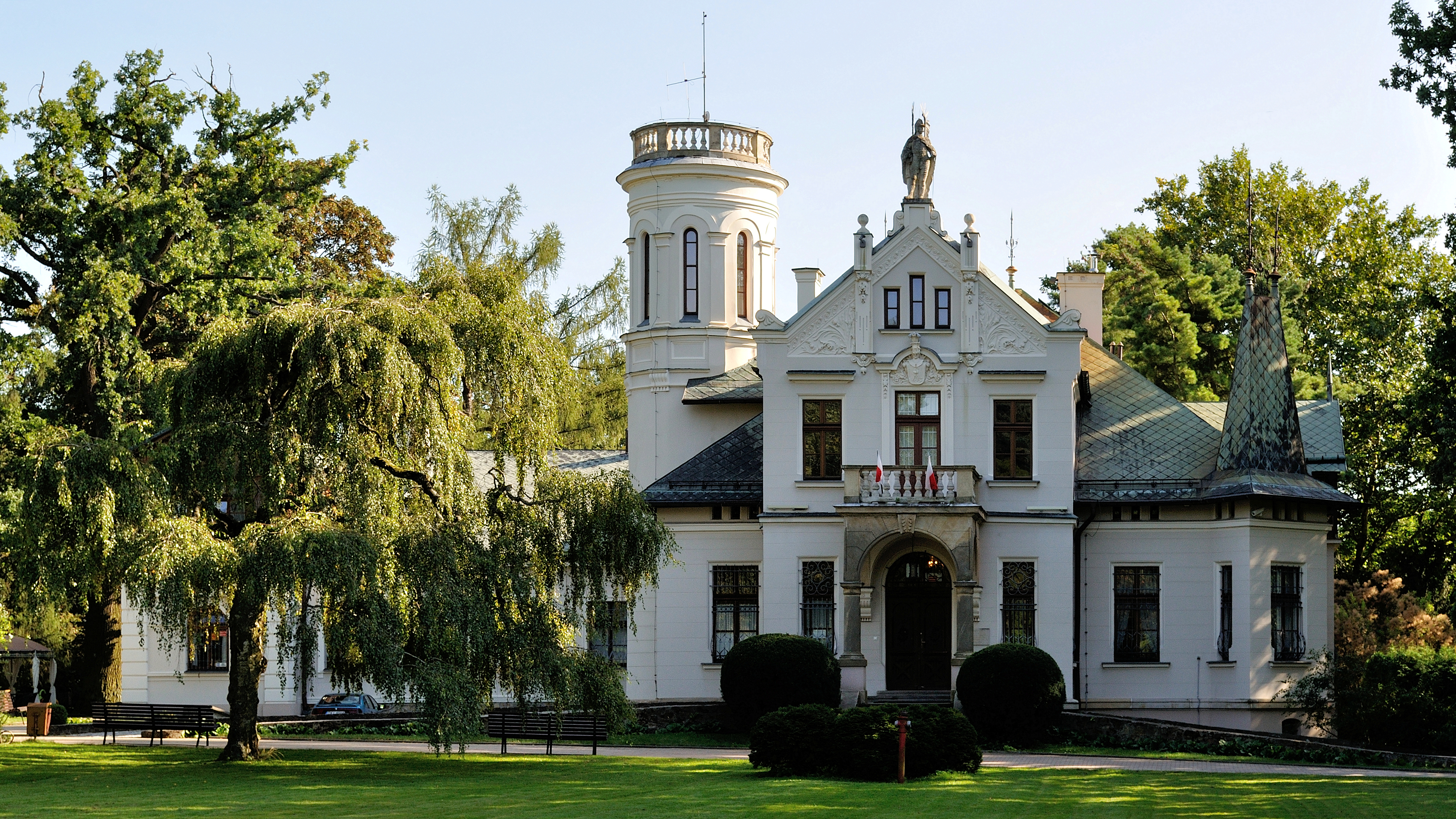
Muzeum Henryka Sienkiewicza w Oblęgorku

- 1362 – Koło otrzymało prawa miejskie oparte na prawie magdeburskim.
- 1410 – Wielka wojna z zakonem krzyżackim: rycerz Mikołaj z Durąga zajął Ostródę wraz z zamkiem krzyżackim.
- 1418 – We Wrocławiu wybuchły zamieszki (tzw. defenestracja wrocławska).
- 1570 – Otwarto Kolegium Jezuickie w Wilnie.
- 1580 – I wojna polsko-rosyjska: w Czaśnikach odbyła się polska narada wojenna.
- 1651 – W Krakowie został wbity na pal Aleksander Kostka-Napierski, przywódca zdławionego powstania chłopskiego na Podhalu.
- 1672 – Wojna polsko-turecka: zwycięstwo wojsk polsko-kozackich w bitwie pod Ładyżynem.
- 1756 – Poświęcono kościół Świętego Ducha w Toruniu.
- 1792 – Wojna polsko-rosyjska: zwycięstwo wojsk polskich pod dowództwem Tadeusza Kościuszki w bitwie pod Dubienką.
- 1850 – W Krakowie wybuchł pożar, który strawił połowę miasta.
- 1852 – Spłonęła Stara Synagoga w Kaliszu.
- 1896 – Pierwszy pokaz filmowy na ziemiach polskich (aparatura edisonowska).
- 1897 – Otwarto Schronisko PTTK na Szyndzielni.
- 1900 – Podpisano akt notarialny na mocy którego społeczeństwo polskie podarowało Henrykowi Sienkiewiczowi dworek w Oblęgorku.
- 1923 – Otwarto Cywilną Stację Lotniczą Kraków.
- 1931 – Za murami Cytadeli Warszawskiej został rozstrzelany zdegradowany pracownik Sztabu Głównego i radziecki agent mjr Piotr Demkowski.
- 1936 – W Warszawie bojówka Ruchu Narodowo-Radykalnego Falanga napadła i poraniła nożami Stanisława Dubois, członka władz naczelnych PPS.
- 1940 – Volksdeutsch z Łobżenicy Harry Schulz, były zastępca dowódcy miejscowego Selbstschutzu i były komendant prowizorycznego obozu koncentracyjnego w Górce Klasztornej, został skazany przez niemiecki sąd specjalny w Bydgoszczy na 15 lat ciężkiego więzienia i 10 lat pozbawienia praw publicznych za gwałty na Polkach i Żydówkach.
- 1943:
  - Na stacji kolejowej w Józefowie pod Warszawą żołnierze Kedywu z Oddziału Osjan wykonali wyrok śmierci na volksdeutschu Erneście Sommerze, który w czasie akcji pod Arsenałem 26 marca tego roku zatrzymał w bramie kamienicy przy ul. Długiej i wydał Niemcom biorącego w niej udział kaprala Huberta Lenka ps. „Hubert”.
  - Partyzanci z Gwardii Ludowej (40 ludzi) i Batalionów Chłopskich (20 ludzi) zajęli wieś Solec na Kielecczyźnie, rozbroili posterunek policji, rozbili pocztę, młyn, tartak i spółdzielnię oraz zniszczyły Arbeitsamt.
  - W nocy z 17 na 18 lipca Gestapo aresztowało w Nowogródku 120 Polaków.
- 1944 – Armia Czerwona zajęła Hajnówkę.
- 1948 – Na skutek wywrócenia dwóch łodzi na jeziorze Gardno na Wybrzeżu Słowińskim zginęło 25 osób (21 dziewczynek i 4 kobiety).
- 1956 – 24 górników zginęło w wyniku eksplozji w KWK „Boże Dary” w Kostuchnie.
- 1962 – 36 miejscowości otrzymało prawa miejskie.
- 1969 – Oddano do użytku Centrum Radiowo-Telewizyjne przy ul. Jana Pawła Woronicza w Warszawie.
- 1974 – Sejm PRL przyjął ustawę powołującą Fundusz Alimentacyjny.
- 1985 – Rozpoczęto wydobycie w KWK „Czeczott” w Woli koło Pszczyny.
- 1997 – Dzień żałoby narodowej dla uczczenia 56 ofiar śmiertelnych tzw. powodzi tysiąclecia.
- 1998 – Dokonano oblotu szybowca PW-6.
- 2003 – Wyłączono na zawsze ostatni pracujący komputer Odra 1305.
- 2006 – Na wielkopolskich boiskach rozpoczęły się Mistrzostwa Europy U-19 w Piłce Nożnej. Ceremonia otwarcia odbyła się na Stadionie Miejskim w Poznaniu.
- 2016 – Belg Tim Wellens wygrał 73. Tour de Pologne.

## Wydarzenia na świecie
- 586 p.n.e. – Król Babilonii Nabuchodonozor II zdobył i zburzył Jerozolimę.
- 390 p.n.e. – Klęska wojsk rzymskich w bitwie nad rzeką Alią z Celtami.
- 64 – W nocy na 19 lipca wybuchł wielki pożar Rzymu.
- 1216 – Honoriusz III został papieżem.
- 1290 – Król Edward I Długonogi wydał dekret nakazujący wydalenie wszystkich Żydów z Anglii.
- 1323 – Tomasz z Akwinu został kanonizowany przez papieża Jana XXII.
- 1325 – Władca Azteków Tenoch założył stolicę państwa – Tenochtitlán.
- 1410 – Arcybiskup praski Zbyněk Zajíc z Hasenburka nałożył interdykt na Jana Husa.
- 1450 – Piotr II został księciem Bretanii.
- 1551 – Turcy podjęli nieudaną próbę zdobycia Malty, po czym zaatakowali sąsiednią wyspę Gozo.
- 1573 – Włoski malarz Paolo Veronese stanął przed trybunałem inkwizycyjnym w Wenecji, oskarżony o obrazę wiary swoim dziełem Uczta w domu Lewiego.
- 1579 – W Irlandii wybuchło II powstanie Desmondów.
- 1658 – Leopold I Habsburg został cesarzem rzymsko-niemieckim.
- 1670 – Podpisano traktat madrycki kończący I wojnę angielsko-hiszpańską.
- 1728 – Został obalony sułtan Maroka Abd al-Malik, a na tron powrócił jego brat Abu al-Abbas Ahmad II
- 1734 – Wojna o sukcesję polską: twierdza Philippsburg skapitulowała przed wojskami francuskimi.
- 1742 – W San Ildefonso podpisano hiszpańsko-duński traktat o handlu i żegludze.
- 1770 – V wojna rosyjsko-turecka: zwycięstwo wojsk rosyjskich w bitwie nad Largą.
- 1791 – W Paryżu odbyła się premiera opery Lodoïska Luigiego Cherubiniego.
- 1806 – W wyniku eksplozji magazynu prochu w Birgu w brytyjskim protektoracie Malty zginęło ok. 200 osób, w tym członków brytyjskiego i maltańskiego personelu wojskowego, oraz osoby cywilne w mieście. Zniszczone zostały elementy miejskich fortyfikacji, kilka magazynów okrętowych oraz wiele budynków.
- 1808 – Wojny napoleońskie w Hiszpanii i Portugalii: rozpoczęła się bitwa pod Bailén.
- 1825 – Została odkryta Kometa Ponsa.
- 1830 – Uchwalono pierwszą konstytucję Urugwaju.
- 1841 – Piotr II został koronowany na ostatniego cesarza Brazylii.
- 1848 – Johann Philipp von Wessenberg został premierem Cesarstwa Austriackiego.
- 1849 – Założono Uniwersytet Republiki w Montevideo.
- 1861 – Wojna secesyjna: zwycięstwo Konfederatów w bitwie pod Blackburn’s Ford.
- 1863 – Rosyjski minister spraw wewnętrznych Piotr Wałujew wydał tajny okólnik ograniczający wydawanie literatury w języku ukraińskim.
- 1870 – Podczas I soboru watykańskiego ogłoszono dogmat o nieomylności papieża.
- 1871 – Otwarto Dworzec Centralny w Sztokholmie.
- 1876 – Wojska czarnogórsko-hercegowińskie pokonały Turków w bitwie na Vučji Do.
- 1897 – Otwarto stadion Parc des Princes w Paryżu.
- 1898 – Maria Skłodowska-Curie i Piotr Curie poinformowali o odkryciu polonu.
- 1904 – Niemiecki astronom Paul Götz odkrył planetoidę (538) Friederike.
- 1914 – Pochodzący ze Szwecji amerykański pieśniarz i związkowiec Joe Hill, mimo braku przekonujących dowodów, został skazany na karę śmierci za współudział w zabójstwie właściciela sklepu mięsnego i jego syna w Salt Lake City w styczniu tego roku.
- 1915 – I wojna światowa:
  - Rozpoczęła się druga bitwa nad Isonzo.
  - Włoski krążownik pancerny „Giuseppe Garibaldi” został zatopiony przez austro-węgierski okręt podwodny SM U-4, w wyniku czego śmierć poniosło 53 marynarzy.
- 1921 – We Francji po raz pierwszy zastosowano szczepionkę BCG przeciw gruźlicy.
- 1925 – Adolf Hitler opublikował Mein Kampf.
- 1926 – Otwarto planetarium w niemieckiej Jenie.
- 1930 – Otwarto Stadion Stulecia w Montevideo.
- 1932 – Turcja została członkiem Ligi Narodów.
- 1940 – Pod naciskiem Japonii władze brytyjskie zamknęły na trzy miesiące Drogę Birmańską.
- 1941:
  - W Londynie minister spraw zagranicznych czechosłowackiego rządu emigracyjnego Jan Masaryk i radziecki ambasador Iwan Majski podpisali umowę w sprawie sformowania czechosłowackich oddziałów wojskowych na terenie ZSRR.
  - Została odkryta kometa krótkookresowa 57P/du Toit-Neujmin-Delporte.
- 1942:
  - Dokonano oblotu pierwszego myśliwca odrzutowego Messerschmitt Me 262.
  - Szef policyjnego wydziału ds. cudzoziemców we francuskim Nancy Édouard Vigneron nakazał swoim podwładnym udać się do domów Żydów i poinformować ich o planowanej wobec następnego dnia obławie, a w razie potrzeby udzielić im schronienia lub pomocy w wyjeździe, dzięki czemu Gestapo razem z miejscową policją aresztowało jedynie 32 spośród 385 mieszkających w mieście Żydów.
  - Zwodowano japoński niszczyciel „Shimakaze”.
- 1943 – Zwodowano japoński niszczyciel „Asashimo”.
- 1944:
  - 2. Korpus Polski pod dowództwem gen. Władysława Andersa zdobył włoską Ankonę.
  - Amerykańskie lotnictwo dokonało dziennego nalotu bombowego na niemiecki poligon w Peenemünde na wyspie Uznam.
  - Front zachodni: wojska brytyjskie w Normandii rozpoczęły operację „Goodwood”.
  - Premier Japonii Hideki Tōjō podał się do dymisji.
- 1947:
  - Król Wielkiej Brytanii Jerzy VI Windsor podpisał ustawę o niepodległości Indii.
  - Powiernicze Wyspy Pacyfiku przeszły pod powiernictwo USA.
- 1956 – Ernő Gerő został I sekretarzem Węgierskiej Partii Pracujących.
- 1959 – Osvaldo Dorticós Torrado został prezydentem Kuby.
- 1962:
  - Francuski grotołaz i geolog Michel Siffre rozpoczął, w ramach eksperymentu chronobiologicznego, dwumiesięczny samotny pobyt w jaskini w Alpach Nadmorskich.
  - W wojskowym zamachu stanu został obalony prezydent Peru Manuel Prado Ugarteche. Władzę w kraju przejął gen. Ricardo Pérez Godoy.
- 1964 – Otwarto Port lotniczy Madera.
- 1965:
  - W Brazzaville rozpoczęły się 1. Igrzyska Afrykańskie.
  - Wystrzelono radziecką sondę księżycową Zond 3.
- 1966 – Rozpoczęła się amerykańska załogowa misja kosmiczna Gemini 10.
- 1968 – Została założona amerykańska korporacja Intel, czołowy producent procesorów.
- 1969:
  - 19 nastolatków utonęło w Loarze w Juigné-sur-Loire w zachodniej Francji.
  - Klątwa Kennedych: samochód prowadzony przez ubiegającego się o fotel prezydenta USA Teda Kennedy’ego spadł z mostu na wyspie Martha’s Vineyard u wybrzeży stanu Massachusetts. W wypadku zginęła pasażerka Mary Jo Kopechne.
  - Ustanowiono Order Jamajki.
  - Zawieszeniem broni zakończyła się 4-dniowa tzw. wojna futbolowa między Salwadorem a Hondurasem.
- 1970 – Dokonano oblotu włoskiego samolotu transportowego Aeritalia G.222.
- 1971 – Pelé po raz ostatni wystąpił w reprezentacji narodowej Brazylii w rozegranym w Rio de Janeiro towarzyskim meczu z Jugosławią (2:2).
- 1972 – Egipt nakazał około 20 tys. radzieckich doradców wojskowych opuszczenie kraju, zarzucając ZSRR niedostarczenie obiecanego uzbrojenia.
- 1973 – 43 osoby zginęły, a 6 zostało rannych w katastrofie autokaru z belgijskimi pielgrzymami na drodze krajowej N85 w Laffrey pod Grenoble we Francji.
- 1975 – Dokonano oblotu czeskiego samolotu akrobacyjnego Zlín Z-50.
- 1980 – Po obaleniu w wojskowym zamachu stanu prezydent Boliwii Lidii Gueiler Tejady nowym prezydentem został jej kuzyn gen. Luis García Meza Tejada.
- 1982 – W gwatemalskiej wsi Plan de Sanchez wojsko i oddziały paramilitarne dokonały masakry 268 mieszkańców.
- 1984 – W restauracji w kalifornijskim San Ysidro James Huberty zastrzelił 21 osób, a 19 zranił.
- 1988 – Papież Jan Paweł II wydał list pasterski Ecclesia Dei, będący odpowiedzią na wyświęcenie biskupów bez zgody Stolicy Apostolskiej przez francuskiego arcybiskupa Marcela Lefebvre’a.
- 1991:
  - Podpisano traktat pokojowy kończący dwuletnią wojnę graniczną między Senegalem a Mauretanią.
  - Prezydium Jugosławii postanowiło o wycofaniu w ciągu 3 miesięcy armii federalnej z terytorium Słowenii.
- 1992:
  - Na stronie ośrodka naukowo-badawczego CERN w Genewie zamieszczono pierwsze w historii Internetu zdjęcie, przedstawiające działający przy ośrodku żeński kabaretowy zespół muzyczny Les Horribles Cernettes.
  - Z terenu uniwersytetu w Limie grupa wojskowych uprowadziła i zamordowała 9 studentów i profesora (masakra w La Cantuta).
- 1993:
  - Agathe Uwilingiyimana została pierwszą kobietą-premierem Rwandy.
  - Skonfliktowani ze sobą prezydent Ghulam Ishaq Khan i premier Pakistanu Nawaz Sharif zostali zmuszeni przez armię do złożenia dymisji.
- 1994:
  - 62-letnia Włoszka Rosanna Della Corte w wyniku sztucznego zapłodnienia urodziła zdrowego syna.
  - Rada Bezpieczeństwa ONZ przedłużyła nałożone w sierpniu 1990 roku sankcje na Irak.
  - W wyniku wybuchu samochodu-pułapki przed centrum żydowskim w Buenos Aires zginęło 85 osób, a ponad 200 zostało rannych.
- 1995:
  - Przebudził się wulkan Soufrière Hills na wyspie Montserrat na Morzu Karaibskim.
  - W Kijowie doszło do zamieszek w czasie pogrzebu patriarchy Włodzimierza.
- 1996 – Rozpoczął się atak Tamilskich Tygrysów na obóz wojskowy w Mullaitivu w północno-wschodniej części Sri Lanki, gdzie w ciągu następnych kilku dni zginęło około 1300 żołnierzy, co było największą klęską wojsk rządowych w trakcie wojny domowej.
- 1997 – Oddano do użytku Pride Park Stadium w angielskim Derby.
- 2000 – Przyjęto hymn Naddniestrza.
- 2001 – Doszło do wykolejenia i pożaru pociągu z chemikaliami w tunelu pod centrum Baltimore w stanie Maryland, w wyniku czego miasto zostało na kilka dni sparaliżowane.
- 2002 – Hiszpańskie wojsko przeprowadziło operację „Recuperar Soberanía”, w wyniku której odbiło wysepkę Perejil z rąk marokańskich kadetów. Konflikt został nazwany pierwszą wojną o terytorium w nowym tysiącleciu.
- 2006 – Włoska policja uwolniła 113 Polaków żyjących w niewolniczych warunkach w przymusowym obozie pracy w prowincji Apulia na południu kraju.
- 2008:
  - Król Jigme Khesar Namgyel Wangchuck podpisał złotym atramentem pierwszą konstytucję Bhutanu, przyjętą tego samego dnia przez parlament.
  - W Belgradzie został aresztowany serbski zbrodniarz wojenny Radovan Karadžić.
- 2009 – Gen. Muhammad uld Abd al-Aziz wygrał w I turze wybory prezydenckie w Mauretanii.
- 2010:
  - 27 osób zginęło, a 11 zostało rannych w katastrofie autobusu w chińskiej prowincji Syczuan.
  - 43 osoby zginęły, a 11 zostało rannych samobójczym zamachu bombowym na członków sunnickiej prorządowej milicji Sahwa w Bagdadzie.
- 2011:
  - W Sudanie Południowym wszedł do obiegu funt południowosudański.
  - Został wyniesiony na orbitę rosyjski radioteleskop kosmiczny RadioAstron.
- 2012:
  - Wojna domowa w Syrii: w Damaszku rebelianci przeprowadzili zamach na siedzibę bezpieczeństwa narodowego w którym zginęło lub zostało rannych wielu czołowych polityków i wojskowych.
  - W zamachu bombowym na lotnisku w bułgarskim Burgas zginął zamachowiec-samobójca, bułgarski kierowca autobusu oraz pięciu izraelskich turystów, którzy byli celem zamachu, a 32 osoby zostały ranne, w tym 11-letnia dziewczynka i dwie kobiety w ciąży.
- 2013 – Amerykańskie miasto Detroit ogłosiło upadłość.
- 2016 – 17-letni Afgańczyk Riaz Khan Ahmadzai zaatakował przy użyciu siekiery i noża pasażerów pociągu relacji Treuchtlingen-Würzburg (Bawaria), zabijając 4 osoby i raniąc 4 kolejne (w tym 3 ciężko), po czym sam został zastrzelony przez policję.
- 2019 – W umyślnie wywołanym przez 41-letniego Shinji Aobę pożarze studia produkującego filmy anime w japońskim Kioto śmierć poniosło 36 osób (w tym 3 w szpitalach), a 33 odniosły obrażenia (w tym zamachowiec).
- 2020 – Wybuchł pożar katedry św. Piotra i Pawła we francuskim Nantes.

## Urodzili się
- 1013 – Herman z Reichenau, niemiecki benedyktyn, astronom, matematyk, kronikarz, poeta, święty (zm. 1054)
- 1439 – Jan IV, książę sasko-lauenburski (zm. 1507)
- 1501 – Izabela Habsburżanka, królowa duńska, norweska i szwedzka (zm. 1526)
- 1504 – Heinrich Bullinger, szwajcarski reformator religijny, teolog protestancki (zm. 1575)
- 1523 – Jerzy II, książę brzeski (zm. 1586)
- 1552 – Rudolf II Habsburg, cesarz rzymsko-niemiecki, król Czech i Węgier (zm. 1612)
- 1581 – Pietro Luigi Carafa, włoski kardynał, nuncjusz apostolski (zm. 1655)
- 1600 – Jerónimo Jacinto Espinosa, hiszpański malarz (zm. 1667)
- 1601 – Filip I, pierwszy hrabia Schaumburg-Lippe (zm. 1681)
- 1635 – Robert Hooke, angielski fizyk (zm. 1703)
- 1656 – Joachim Bouvet, francuski jezuita, misjonarz, uczony (zm. 1730)
- 1659 – Hyacinthe Rigaud, francuski malarz portrecista (zm. 1743)
- 1664 – Gustaf Cronhielm, szwedzki hrabia, polityk (zm. 1737)
- 1670 – Giovanni Battista Bononcini, włoski kompozytor (zm. 1747)
- 1712 – Karol Fryderyk, książę Saksonii-Meiningen (zm. 1743)
- 1724 – Maria Antonina Wittelsbach, księżna elektorowa saksońska (zm. 1780)
- 1730 – Józef Katenbring, polski kaznodzieja, poeta, dramatopisarz (zm. 1804)
- 1731 – Michaił Golicyn, rosyjski książę, generał-lejtnant (zm. 1804)
- 1734 – Giuseppe Piermarini, włoski architekt (zm. 1808)
- 1747 – Kajetan Mlicki, polski szlachcic, polityk (zm. 1808)
- 1753 – Anna Maria Wittelsbach, księżna bawarska (zm. 1824)
- 1759 – Pierre Dumont, francuski pisarz filozoficzny (zm. 1829)
- 1768 – Jean-Robert Argand, szwajcarski matematyk (zm. 1822)
- 1784 – Alphonse Rabbe, francuski poeta, dziennikarz (zm. 1829)
- 1785 – Frederik Christian Sibbern, duński filozof, poeta (zm. 1872)
- 1787 – Henryk Wilhelm Rossmann, polski inżynier, działacz społeczny, pułkownik pochodzenia niemieckiego (zm. 1850)
- 1793 – Maria Grimaldi, księżna Monako (zm. 1879)
- 1794 – Feargus Edward O’Connor, brytyjski polityk pochodzenia irlandzkiego (zm. 1855)
- 1802 – Joseph Marius Alexis Aubin, francuski historyk, filantrop, kolekcjoner starożytnych pism i manuskryptów (zm. 1891)
- 1803 – Anna Ciundziewicka, polska pisiadaczka ziemska, autorka poradnika gospodarstwa domowego (zm. 1850)
- 1811 – William Makepeace Thackeray, brytyjski pisarz (zm. 1863)
- 1818:
  - Louis De Geer, szwedzki pisarz, polityk, pierwszy premier Szwecji (zm. 1896)
  - Zofia Przewłocka, polska działaczka niepodległościowa, społeczna i oświatowa, uczestniczka powstania styczniowego (zm. 1907)
- 1821 – Pauline Viardot, hiszpańska śpiewaczka operowa (mezzosopran) (zm. 1910)
- 1826 – Mariano Ignacio Prado, peruwiański wojskowy, polityk, prezydent Peru (zm. 1901)
- 1829 – Paul Dubois, francuski rzeźbiarz, malarz (zm. 1905)
- 1831 – Johann Martin Schleyer, niemiecki duchowny katolicki, twórca języka volapük (zm. 1912)
- 1837 – Wasił Lewski, bułgarski rewolucjonista, ideolog, strateg polityczny (zm. 1873)
- 1841 – Władysław Bończa-Rutkowski, polski malarz pejzażysta (zm. 1905)
- 1845 – Tristan Corbière, francuski poeta (zm. 1875)
- 1848:
  - W.G. Grace, angielski krykiecista (zm. 1915)
  - Édouard Francis Kirmisson, francuski chirurg dziecięcy (zm. 1927)
- 1849 – Hugo Riemann, niemiecki muzykolog (zm. 1919)
- 1851 – Janka Łuczyna, białoruski poeta i działacz kulturalny (zm. 1897)
- 1853:
  - Hendrik Lorentz, holenderski fizyk, laureat Nagrody Nobla (zm. 1928)
  - Jan Michejda, polski prawnik, polityk, burmistrz Cieszyna (zm. 1927)
- 1855 – Axel Paulsen, norweski łyżwiarz figurowy (zm. 1938)
- 1861 – Mansuetus Fromm, niemiecki franciszkanin, architekt, budowniczy (zm. 1915)
- 1863 – Klara Szczęsna, polska zakonnica, współzałożycielka sercanek, błogosławiona (zm. 1916)
- 1867:
  - Margaret Brown, amerykańska pasażerka „Titanica“ (zm. 1932)
  - William Dod, brytyjski łucznik (zm. 1954)
- 1869 – Maria von Linden, niemiecka zoolog (zm. 1936)
- 1870:
  - Paul Kraus, niemiecki kompozytor, pedagog (zm. 1934)
  - Emil Młynarski, polski dyrygent, kompozytor, skrzypek (zm. 1935)
- 1872 – Julius Fučík, czeski kompozytor (zm. 1916)
- 1874 – Aron Luboszycki, polski nauczyciel, poeta, prozaik, krytyk literacki pochodzenia żydowskiego (zm. 1943)
- 1876 – William Wain Prior, duński generał (zm. 1946)
- 1877 – Arne Sejersted, norweski żeglarz sportowy (zm. 1960)
- 1878 – Egill Reimers, norweski żeglarz sportowy (zm. 1946)
- 1879:
  - Erik Severin, szwedzki curler (zm. 1942)
  - Karol Wojtyła senior, polski wojskowy (zm. 1941)
- 1880:
  - Elżbieta od Trójcy Przenajświętszej, francuska karmelitanka, święta (zm. 1906)
  - Gabriela od św. Jana od Krzyża, hiszpańska karmelitanka, misjonarka, męczennica, błogosławiona (zm. 1936)
- 1884 – Alberto di Jorio, włoski kardynał (zm. 1979)
- 1885:
  - Antoni Maria Martín Hernández, hiszpański salezjanin, męczennik, błogosławiony (zm. 1936)
  - Ignacy Roliński, polski matematyk, wykładowca akademicki (zm. 1957)
- 1887 – Vidkun Quisling, norweski wojskowy, polityk faszystowski, premier Norwegii, kolaborant (zm. 1945)
- 1889:
  - Sewerian Baranyk, ukraiński duchowny greckokatolicki, bazylianin, męczennik, błogosławiony (zm. 1941)
  - Kōichi Kido, japoński polityk (zm. 1977)
  - Carl Martin Norberg, szwedzki gimnastyk (zm. 1970)
- 1890 – Frank Forde, australijski polityk, premier Australii (zm. 1983)
- 1891:
  - André Labatut, francuski szpadzista, florecista (zm. 1977)
  - Gene Lockhart, kanadyjski aktor, piosenkarz (zm. 1957)
  - Jan Rudowski, polski ziemianin, działacz rolniczy, polityk, poseł na Sejm i senator RP (zm. 1945)
- 1892:
  - Arthur Friedenreich, brazylijski piłkarz pochodzenia niemieckiego (zm. 1969)
  - John Jansson, szwedzki skoczek do wody (zm. 1943)
- 1893:
  - Richard Dix, amerykański aktor (zm. 1949)
  - Bianco Gambini, brazylijski piłkarz (zm. 1966)
- 1894:
  - Wawrzyniec Dolata, polski sierżant (zm. 1973)
  - Augustín Malár, słowacki generał (zm. 1945)
- 1895:
  - Ilija Bašičević, serbski malarz prymitywista (zm. 1972)
  - Machine Gun Kelly, amerykański przestępca (zm. 1954)
- 1896:
  - Gustaw Fierla, polski malarz, nauczyciel gimnazjalny, folklorysta, działacz społeczny (zm. 1981)
  - Patrick O’Boyle, amerykański duchowny katolicki, arcybiskup Waszyngtonu, kardynał (zm. 1987)
- 1897 – Henri Galau, francuski rugbysta (zm. 1950)
- 1898 – Beata Obertyńska, polska porucznik, pisarka emigracyjna, aktorka (zm. 1980)
- 1899 – Walter Sawall, niemiecki kolarz torowy (zm. 1953)
- 1900:
  - Halbert Marion Harris, amerykański entomolog, wykładowca akademicki (zm. 2000)
  - Samuel Marshall, amerykański generał brygady (zm. 1977)
  - Nathalie Sarraute, francuska pisarka (zm. 1999)
  - Ostap Steca, ukraiński, radziecki i polski dowódca wojskowy, generał major Armii Czerwonej i generał brygady LWP, członek Państwowej Komisji Bezpieczeństwa (zm. 1978)
- 1901:
  - Stanisław Mikołajczyk, polski polityk, działacz ruchu ludowego, premier RP na uchodźstwie, minister rolnictwa, wicepremier (zm. 1966)
  - Franciszek Moskwa, polski kupiec, kolekcjoner, bibliofil (zm. 1981)
  - Kalistrat Salia, gruziński emigracyjny historyk, literaturoznawca, pisarz, publicysta, działacz narodowy (zm. 1986)
- 1902:
  - Iosif Bartha, rumuński piłkarz (zm. 1957)
  - Stanisław Jagusz, polski adwokat, publicysta, działacz ludowy, polityk, poseł na Sejm Ustawodawczy (zm. 1990)
  - Czesław Wincenty Majewski, polski kapitan piechoty, żołnierz AK (zm. 1962)
  - Karel Mengelberg, holenderski kompozytor, dyrygent (zm. 1984)
  - Jan Moszyński, polski dziennikarz (zm. 1943)
  - Chill Wills, amerykański aktor (zm. 1978)
- 1903:
  - Janina Morgensztern, polska historyk pochodzenia żydowskiego (zm. 1970)
  - Jim Trifunov, kanadyjski zapaśnik pochodzenia serbskiego (zm. 1993)
- 1904 – Mihály Farkas, węgierski polityk komunistyczny pochodzenia żydowskiego (zm. 1965)
- 1905 – Hugh Hamilton, brytyjski kierowca wyścigowy (zm. 1934)
- 1906:
  - Sidney Darlington, amerykański inżynier, wynalazca, wykładowca akademicki (zm. 1997)
  - S.I. Hayakawa, amerykański polityk pochodzenia japońskiego (zm. 1992)
- 1907 – Herbert Hart, brytyjski filozof analityczny (zm. 1992)
- 1908:
  - Susan Laird, amerykańska pływaczka (zm. 1933)
  - Jan Śpiewak, polski poeta, eseista, tłumacz pochodzenia żydowskiego (zm. 1967)
- 1909:
  - Bazyli Albiczuk, polski malarz prymitywista (zm. 1995)
  - Mohammad Daud Chan, afgański polityk, prezydent Afganistanu (zm. 1978)
  - Andriej Gromyko, radziecki polityk, dyplomata, minister spraw zagranicznych, przewodniczący Prezydium Rady Najwyższej ZSRR (zm. 1989)
  - Harriet Nelson, amerykańska aktorka, piosenkarka (zm. 1994)
  - John Joseph Wright, amerykański kardynał, malarz (zm. 1979)
- 1910:
  - Mamadou Dia, senegalski polityk, premier Senegalu (zm. 2009)
  - Fedir Kuruc, ukraiński piłkarz, trener i sędzia piłkarski pochodzenia węgierskiego (zm. 1992)
  - Boris Podcerob, radziecki polityk, dyplomata (zm. 1983)
  - Ellinor von Puttkamer, niemiecka historyk (zm. 1999)
  - Oskar Sala, niemiecki kompozytor, pionier muzyki elektronicznej (zm. 2002)
  - Midget Wolgast, amerykański bokser (zm. 1955)
- 1911:
  - Hume Cronyn, amerykański aktor (zm. 2003)
  - Artur Linowski, polski porucznik, żołnierz AK, cichociemny (zm. 1943)
  - Władysław Siedlecki, polski prawnik, wykładowca akademicki (zm. 1998)
- 1912:
  - Maria Bernadeta Banja, chorwacka zakonnica, męczennica, błogosławiona (zm. 1941)
  - Jan Belau, polski podporucznik, żołnierz ZWZ i AK (zm. 1944)
  - Víctor Borja, meksykański koszykarz (zm. 1954)
  - Hans Peter Kosack, niemiecki geograf, kartograf (zm. 1976)
  - Henry Louis Miller, amerykański kontradmirał (zm. 1993)
- 1913 – Red Skelton, amerykański kompozytor, komik, aktor (zm. 1997)
- 1914:
  - Oscar Ågren, szwedzki bokser (zm. 1992)
  - Gino Bartali, włoski kolarz szosowy (zm. 2000)
  - Jo Cals, holenderski prawnik, polityk, premier Holandii (zm. 1971)
  - Oscar Heisserer, francuski piłkarz, trener (zm. 2004)
  - Matthew Robinson, amerykański lekkoatleta, sprinter (zm. 2000)
- 1915 – Jerzy Radomski, polski kapitan pilot (zm. 1978)
- 1916:
  - Władimir Diemichow, rosyjski biolog (zm. 1998)
  - Jerry Pettis, amerykański polityk (zm. 1975)
- 1917:
  - Angel Federico Robledo, argentyński prawnik, polityk (zm. 2004)
  - Henri Salvador, francuski muzyk, piosenkarz, kompozytor (zm. 2008)
- 1918:
  - Reinaldo Gorno, argentyński lekkoatleta, długodystansowiec (zm. 1994)
  - Nelson Mandela, południowoafrykański polityk, prezydent RPA, laureat Pokojowej Nagrody Nobla (zm. 2013)
- 1919:
  - Lech Paszkowski, polski pisarz, publicysta, historyk (zm. 2013)
  - Helmut Ridder, niemiecki prawnik (zm. 2007)
- 1920:
  - Ludwik Benoit, polski aktor (zm. 1992)
  - Eric Brandon, brytyjski kierowca wyścigowy (zm. 1982)
  - Vincent Burek, niemiecki malarz, grafik (zm. 1975)
  - Raymond Salles, francuski wioślarz (zm. 1996)
- 1921:
  - Aaron T. Beck, amerykański psychiatra (zm. 2021)
  - James Couttet, francuski narciarz alpejski (zm. 1997)
  - John Glenn, amerykański pilot wojskowy, astronauta, polityk, senator (zm. 2016)
  - Leon Wallerand, polski trener piłki ręcznej (zm. 2011)
- 1922:
  - Thomas Joseph Connolly, amerykański duchowny katolicki, biskup Baker (zm. 2015)
  - Roger Heckel, francuski duchowny katolicki, biskup-koadiutor Strasburga (zm. 1982)
  - Thomas Kuhn, amerykański fizyk, historyk, filozof nauki (zm. 1996)
  - Cláudio Pinho, brazylijski piłkarz, trener (zm. 2000)
- 1924:
  - Jaroslava Brychtová, czeska rzeźbiarka, artystka w szkle (zm. 2020)
  - Oskar Pawlas, polski malarz (zm. 2012)
  - Inge Sørensen, duńska pływaczka (zm. 2011)
  - Norbert Tiemann, amerykański polityk, gubernator stanu Nebraska (zm. 2012)
- 1925:
  - François Augiéras, francuski prozaik, poeta (zm. 1971)
  - Fritze Carstensen, duńska pływaczka (zm. 2005)
  - Ion Dumitrescu, rumuński strzelec sportowy (zm. 1999)
  - Zenon Jakubowski, polski historyk (zm. 2003)
  - Shirley Strickland, australijska lekkoatletka, sprinterka i płotkarka (zm. 2004)
  - Mikołaj Wołkowycki, polski rzeźbiarz, malarz, pedagog (zm. 2011)
- 1926:
  - Sigurd Andersson, szwedzki biegacz narciarski (zm. 2009)
  - Ernst Larsen, norweski lekkoatleta, długodystansowiec (zm. 2015)
  - Bernard Pons, francuski lekarz, samorządowiec, polityk, minister transportu, eurodeputowany (zm. 2022)
- 1927:
  - Cyril Kola, górnołużycki dramaturg, nowelista, krytyk literacki
  - Tadeusz Łomnicki, polski aktor, reżyser teatralny, pedagog (zm. 1992)
  - Kurt Masur, niemiecki dyrygent (zm. 2015)
  - (lub 1932) Robert Ellis Miller, amerykański reżyser filmowy i telewizyjny (zm. 2017)
- 1928:
  - Lidia Grychtołówna, polska pianistka
  - Russell Mockridge, australijski kolarz torowy i szosowy (zm. 1958)
- 1929:
  - Ismaił Aleksandrowicz, białoruski inżynier budownictwa, duchowny muzułmański, mufti (zm. 2024)
  - Richard Button, amerykański łyżwiarz figurowy (zm. 2025)
  - Screamin’ Jay Hawkins, amerykański piosenkarz, kompozytor, aktor (zm. 2000)
  - Leonhard Pohl, niemiecki lekkoatleta, sprinter (zm. 2014)
  - Franca Rame, włoska aktorka, polityk (zm. 2013)
  - Aleksandra Szpakowska, polska szachistka (zm. 2007)
- 1930:
  - Maria Dmochowska, polska lekarka, urzędniczka państwowa, polityk, poseł na Sejm RP (zm. 2017)
  - Stefan Kamasa, polski altowiolista, pedagog
  - Burt Kwouk, brytyjski aktor (zm. 2016)
  - Barbara Maciąg, polska szybowniczka (zm. 2017)
  - Michaił Szkabardnia, rosyjski polityk, minister budowy przyrządów, środków automatyzacji i systemów kierowania (zm. 2025)
- 1932:
  - Armando Dini, włoski duchowny katolicki
  - Jewgienij Jewtuszenko, rosyjski poeta, reżyser i scenarzysta filmowy (zm. 2017)
  - Ákos Kertész, węgierski prozaik, dramaturg, scenarzysta (zm. 2022)
  - Szymon Molenda, polski poeta, krytyk literacki, publicysta, regionalista (zm. 2003)
  - Marian Szymczyk, polski piłkarz, trener (zm. 2006)
- 1933:
  - Leandro Faggin, włoski kolarz szosowy i torowy (zm. 1970)
  - R. Murray Schafer, kanadyjski kompozytor, pedagog muzyczny (zm. 2021)
  - Jean Yanne, francuski aktor, reżyser, scenarzysta i producent filmowy, kompozytor (zm. 2003)
- 1934:
  - Edward Bond, brytyjski dramaturg (zm. 2024)
  - Fernando Brobró, amerykański koszykarz (zm. 2006)
  - Darlene Conley, amerykańska aktorka (zm. 2007)
  - Witold Głowania, polski działacz sportowy (zm. 2025)
  - Janusz Towpik, polski architekt, grafik, ilustrator książek (zm. 1981)
  - Jorge Vieira, brazylijski piłkarz, trener (zm. 2012)
- 1935:
  - Tenley Albright, amerykańska łyżwiarka figurowa
  - Ben Vautier, francuski artysta pochodzenia szwajcarskiego (zm. 2024)
- 1936:
  - Jurij Illenko, ukraiński reżyser i operator filmowy (zm. 2010)
  - Maria Kusion-Bibro, polska wszechstronna lekkoatletka (zm. 1996)
- 1937:
  - Jacek Fedorowicz, polski aktor, satyryk, prezenter telewizyjny, felietonista
  - Roald Hoffmann, amerykański chemik, laureat Nagrody Nobla pochodzenia polsko-żydowskiego
  - Benito Marczuk, polski malarz, rzeźbiarz, fotograf, projektant mody (zm. 2018)
  - Hunter S. Thompson, amerykański pisarz, dziennikarz (zm. 2005)
- 1938:
  - John Connelly, angielski piłkarz (zm. 2012)
  - Jan Stanisław Skorupski, polski poeta, eseista, esperantysta
  - Ian Stewart, szkocki muzyk, członek zespołu The Rolling Stones (zm. 1985)
  - Paul Verhoeven, holenderski reżyser filmowy
- 1939:
  - Dion DiMucci, amerykański piosenkarz pochodzenia włoskiego
  - Bogdan Juszczyk, polski aktor (zm. 1989)
  - Dominik Ludwiczak, polski działacz ludowy, polityk, poseł na Sejm PRL (zm. 2015)
  - Eduard Mudrik, rosyjski piłkarz (zm. 2017)
  - Walentin Olenik, rosyjski zapaśnik (zm. 1987)
- 1940:
  - Aleksy Awdiejew, polski aktor filmowy, piosenkarz, językoznawca pochodzenia rosyjskiego
  - James Brolin, amerykański aktor, reżyser telewizyjny i filmowy
  - Harry Mitchell, amerykański polityk
  - Peter Mutharika, malawijski prawnik, polityk, prezydent Malawi
  - Joe Torre, amerykański baseballista
- 1941:
  - Frank Farian, niemiecki muzyk, producent muzyczny, współzałożyciel zespołu Boney M. (zm. 2024)
  - Ole Fritsen, duński piłkarz, trener (zm. 2008)
  - Andrzej Gottner, polski szermierz (zm. 2018)
  - Helwin Peter, niemiecki związkowiec, polityk
  - Martha Reeves, amerykańska piosenkarka
  - Karl von Wogau, niemiecki prawnik, polityk
- 1942:
  - Aleksander, belgijski książę (zm. 2009)
  - Giacinto Facchetti, włoski piłkarz (zm. 2006)
  - Arrigo Miglio, włoski duchowny katolicki, biskup Ivrei, arcybiskup Cagliari
  - Adolf Ogi, szwajcarski polityk, działacz sportowy
  - Stefan Skałka, polski bokser (zm. 2019)
- 1944:
  - Jonelle Allen, amerykańska aktorka, tancerka, piosenkarka
  - Stanisław Gościniak, polski siatkarz, trener
  - David Hemery, brytyjski lekkoatleta, płotkarz i sprinter
- 1945:
  - Miklós Duray, węgierski geolog, dysydent, polityk (zm. 2022)
  - Ugo Ferrante, włoski piłkarz (zm. 2004)
  - Jonasz (Lwanga), ugandyjski duchowny prawosławny (zm. 2021)
  - Max Tolson, australijski piłkarz
- 1946:
  - Sándor Holczreiter, węgierski sztangista (zm. 1999)
  - Josef Horešovský, czeski hokeista
  - Martin Stenzel, niemiecki kolarz torowy
- 1947:
  - Jacek Banaszkiewicz, polski historyk, mediewista
  - Giuseppe Bognanni, włoski zapaśnik
  - Nina Fiodorowa, rosyjska biegaczka narciarska (zm. 2019)
  - Ignazio La Russa, włoski prawnik, polityk
  - Yehude Simon, peruwiański lekarz weterynarii, polityk, premier Peru
  - Ryszard Urbanek, polski trener piłkarski (zm. 2016)
- 1948:
  - Jan Chrapek, polski duchowny katolicki, biskup radomski (zm. 2001)
  - James Faulkner, brytyjski aktor
  - Hans Karlsson, szwedzki związkowiec, samorządowiec, polityk
  - Hartmut Michel, niemiecki biochemik, laureat Nagrody Nobla
- 1949:
  - Adam Drąg, polski pieśniarz, gitarzysta, kompozytor (zm. 2023)
  - Jerzy Gorgoń, polski piłkarz, trener
  - Wojciech Kępczyński, polski aktor, reżyser teatralny, choreograf, dyrektor teatrów, pedagog
  - Kim Hwa-gyeong, południowokoreański zapaśnik
  - Dennis Lillee, australijski krykiecista
  - Janusz Mucha, polski socjolog
  - Stanisław Szwechowicz, polski rzeźbiarz
  - Rimantas Taraškevičius, litewski inżynier budownictwa, samorządowiec, burmistrz Kłajpedy
  - Janusz Wachowicz, polski dziennikarz, lektor
- 1950:
  - Richard Branson, brytyjski przedsiębiorca, multimiliarder
  - Jaroslava Brousková, czeska aktorka
  - Dariusz Filar, polski ekonomista, nauczyciel akademicki, pisarz
  - Mike Gale, amerykański koszykarz (zm. 2020)
  - Shahid Khan, amerykański przedsiębiorca pochodzenia pakistańskiego
  - Jack Layton, kanadyjski polityk (zm. 2011)
  - Mark Souder, amerykański polityk (zm. 2022)
  - Grzegorz Śledziewski, polski kajakarz
  - Mark Udall, amerykański polityk, senator
- 1951:
  - Elio Di Rupo, belgijski polityk, premier Belgii
  - Margo Martindale, amerykańska aktorka
  - Władysław Szczepański, polski grafik
- 1952:
  - Hanns Jana, niemiecki szpadzista
  - Per Petterson, norweski prozaik, eseista
  - Takako Shirai, japońska siatkarka
  - Albert Camille Vital, madagaskarski pułkownik, polityk, premier Madagaskaru
- 1953:
  - Marcin Olejnik, polski logik, franciszkanin (zm. 2016)
  - Sergiusz Sterna-Wachowiak, polski pisarz
  - Trendafił Stojczew, bułgarski sztangista
  - Aleksandra Wasilewska-Tietz, polska urzędniczka państwowa
- 1954:
  - Takashi Amano, japoński fotografik, projektant, akwarysta (zm. 2015)
  - Ken Laszlo, włoski muzyk italo disco i euro disco
  - Ephrem M’Bom, kameruński piłkarz (zm. 2020)
  - Catherine Soullie, francuska polityk
  - Stanisław Vogel, polski hokeista (zm. 2011)
  - Wally Walker, amerykański koszykarz
- 1955:
  - Tomasz Fiałkowski, polski dziennikarz, krytyk literacki, publicysta, edytor
  - György Matolcsy, węgierski ekonomista, polityk
- 1956:
  - Hadžem Hajdarević, bośniacki poeta, prozaik (zm. 2023)
  - Clay Johnson, amerykański koszykarz
  - Enrico Solmi, włoski duchowny katolicki, biskup Parmy
- 1957:
  - José Pedro Aguiar-Branco, portugalski prawnik, samorządowiec, polityk
  - Katarzyna Grochola, polska pisarka, dziennikarka
  - Jan Jałocha, polski piłkarz
- 1958:
  - Renata Beger, polska polityk, poseł na Sejm RP
  - Anna Milczanowska, polska działaczka samorządowa, polityk, prezydent Radomska, poseł na Sejm RP
  - José Moko, kongijski duchowny katolicki, biskup Idiofy
  - Bent Sørensen, duński kompozytor
- 1959:
  - Ihor Artymowicz, ukraiński piłkarz, trener
  - Raimondo Fassa, włoski prawnik, wykładowca akademicki, polityk
  - Atanasios Konstandinu, grecki generał, lekarz, polityk
  - Ilson de Jesus Montanari, brazylijski duchowny katolicki, arcybiskup, sekretarz Kongregacji ds. Biskupów
- 1960:
  - William A. Dembski, amerykański matematyk, filozof, teolog ewangelikalny
  - Simon Heffer, brytyjski historyk, dziennikarz, publicysta
  - Anne-Marie Johnson, amerykańska aktorka
  - Narciso Suárez, hiszpański kajakarz, kanadyjkarz
  - Leszek Surawski, polski generał, szef Sztabu Generalnego WP
  - Jaragi Szugajew, rosyjski zapaśnik
  - Ireneusz Wereński, polski basista
  - Lazaros Woreadis, grecki sędzia koszykówki
- 1961:
  - Luis Flores, meksykański piłkarz
  - Conny Kissling, szwajcarska narciarka dowolna
  - Elizabeth McGovern, amerykańska aktorka
  - Alan Pardew, angielski piłkarz, trener
  - Lech Przeczek, czeski prozaik, poeta pochodzenia polskiego
  - Pasi Rautiainen, fiński piłkarz, trener
- 1962:
  - Victor Manuel Fernández, argentyński duchowny katolicki, arcybiskup La Platy
  - Miquel Àngel Flaquer, hiszpański samorządowiec, polityk
  - Jack Irons, amerykański perkusista rockowy
  - John Jørgensen, duński żużlowiec
  - Bruce Sandford, nowozelandzki skeletonista
- 1963:
  - Pavel Bém, czeski psychiatra, wspinacz, polityk
  - TJ Cox, amerykański polityk, kongresmen
  - Marc Girardelli, austriacki narciarz alpejski reprezentujący Luksemburg
  - Jarosław Kurski, polski dziennikarz, publicysta
  - Martín Torrijos, panamski polityk, prezydent Panamy
- 1964:
  - Dariusz Bugaj, polski piłkarz ręczny
  - Rada Sławinska, bułgarska dyrygentka, kompozytorka, pedagog muzyczny, autorka tekstów piosenek
- 1965:
  - Weselina Kacarowa, bułgarska śpiewaczka operowa (mezzosopran)
  - Sławomir Rogucki, polski polityk, nauczyciel, poseł na Sejm RP
  - Petra Schersing, niemiecka lekkoatletka, sprinterka
  - András Sike, węgierski zapaśnik
- 1966:
  - Lori Alan, amerykańska aktorka
  - Kathrin Neimke, niemiecka lekkoatletka, kulomiotka
  - Dan O’Brien, amerykański lekkoatleta, wieloboista
  - Mirosław Wróbel, polski duchowny katolicki, teolog, biblista, tłumacz
- 1967:
  - Paweł Bielawny, polski generał BOR
  - Paul Cornell, brytyjski pisarz science fiction
  - Vin Diesel, amerykański aktor, kaskader, producent, reżyser i scenarzysta filmowy
  - Jacek Glenc, polski kompozytor, pianista, pedagog
  - Marcos Kwiek, brazylijski trener siatkówki
- 1968:
  - Alex Désert, hawajsko-amerykański aktor, producent filmowy i telewizyjny, piosenkarz, kompozytor
  - Jonathan Gould, szkocki piłkarz, bramkarz
  - Yukinori Miyabe, japoński łyżwiarz szybki (zm. 2017)
  - Stefan Sultana, maltański piłkarz
- 1969:
  - Rob Calloway, amerykański bokser
  - Elizabeth Gilbert, amerykańska pisarka
  - Ołeksandr Sewidow, ukraiński piłkarz, trener
- 1970:
  - Andrew Craighan, brytyjski kompozytor, gitarzysta, członek zespołu My Dying Bride
  - Chris Jackson, nowozelandzki piłkarz
  - Mirosław Kalita, polski piłkarz, trener
  - Sam Lake, fiński pisarz
  - Marek Plura, polski psychoterapeuta, działacz społeczny, polityk, poseł na Sejm i senator RP, eurodeputowany (zm. 2023)
- 1971:
  - Martin Frändesjö, szwedzki piłkarz ręczny
  - Penny Hardaway, amerykański koszykarz
  - Sarah McLeod, nowozelandzka aktorka
  - Michał Powałowski, polski nauczyciel i samorządowiec, prezydent Gniezna
  - Soundarya, indyjska aktorka (zm. 2004)
- 1972:
  - Bożydar Iwanow, polski dziennikarz i komentator sportowy
  - Abel Korzeniowski, polski kompozytor, dyrygent
- 1973:
  - Ray Lamontagne, amerykański wokalista folkowy
  - René Rydlewicz, niemiecki piłkarz
  - Rafał Szwed, polski piłkarz
- 1974:
  - Derek Anderson, amerykański koszykarz
  - Michael Dante DiMartino, amerykański autor filmów animowanych pochodzenia włoskiego
  - Maciej Kalkowski, polski piłkarz
  - Mosé Navarra, włoski tenisista
  - Jurij Petrow, rosyjski piłkarz pochodzenia ukraińskiego (zm. 2023)
  - Matteo Ricci, włoski samorządowiec, polityk
  - Rafał Syska, polski historyk filmu, wykładowca akademicki
- 1975:
  - Jerry Hester, amerykański koszykarz
  - Emanuel Hostache, francuski bobsleista (zm. 2007)
  - Torii Hunter, amerykański baseballista
  - Daniel Jakubczyk, polski samorządowiec, wójt gminy Gorzyce
  - Daron Malakian, amerykański gitarzysta, wokalista, członek zespołu System of a Down pochodzenia ormiańskiego
  - Sonja Manzenreiter, austriacka saneczkarka
  - M.I.A., brytyjska wokalistka, autorka tekstów, kompozytorka pochodzenia lankijskiego
  - Rasmus Nordqvist, duński projektant mody, polityk
- 1976:
  - Wojciech Medyński, polski aktor
  - Elsa Pataky, hiszpańska aktorka pochodzenia węgierskiego
  - Jarosław Tkaczyk, polski piłkarz ręczny, bramkarz (zm. 2013)
  - Yūgo Tsukita, japoński narciarz dowolny
- 1977:
  - Robert Koszucki, polski aktor
  - Aleksandr Moroziewicz, rosyjski szachista
  - Kelly Reilly, brytyjska aktorka
  - Niweat Siriwong, tajski piłkarz
  - Katarzyna Stachowicz, polska polityk, poseł na Sejm RP
- 1978:
  - Tomas Danilevičius, litewski piłkarz
  - Radosław Lubczyk, polski stomatolog, polityk, poseł na Sejm RP
  - Alejandra Meza, meksykańska lekkoatletka, tyczkarka
  - Virginia Raggi, włoska działaczka samorządowa, polityk, burmistrz Rzymu
  - Mélissa Theuriau, francuska dziennikarka i prezenterka telewizyjna
- 1979:
  - Karl Angerer, niemiecki bobsleista
  - Brygida Grysiak, polska dziennikarka i prezenterka telewizyjna
  - Igor Pawłow, rosyjski lekkoatleta, tyczkarz
  - Jaska Raatikainen, fiński perkusista, członek zespołu Children of Bodom
  - Nicola Renzi, sanmaryński polityk
  - Mélina Robert-Michon, francuska lekkoatletka, dyskobolka
  - Dominique Siassia, niemiecka aktorka, piosenkarka pochodzenia kongijskiego
- 1980:
  - Kristen Bell, amerykańska aktorka, piosenkarka pochodzenia szkocko-polskiego
  - Gareth Emery, brytyjski didżej, producent muzyczny
  - Tracy Gahan, amerykańska koszykarka
  - Ryōko Hirosue, japońska aktorka, piosenkarka
  - Niki Kierameos, grecka prawnik, polityk
  - Nadir Nəbiyev, azerski piłkarz
  - Rocco Pitanga, brazylijski aktor, model
- 1981:
  - Anna Fucz, niemiecka zawodniczka sportów walki pochodzenia polskiego
  - Marcelo Hargreaves, brazylijski siatkarz
  - Michiel Huisman, holenderski aktor, gitarzysta, woikalista, członek zespołu Fontane
  - Davidson Morais, brazylijski piłkarz
  - Dennis Seidenberg, niemiecki hokeista
  - Esther Vergeer, holenderska tenisistka
- 1982:
  - Priyanka Chopra, indyjska aktorka, modelka, piosenkarka, zdobywczyni tytułu Miss World
  - Marcin Dołęga, polski sztangista
  - Marcin Mroczek, polski aktor niezawodowy
  - Rafał Mroczek, polski aktor niezawodowy
  - Ugo Oha, nigeryjska koszykarka
- 1983:
  - Carlos Diogo, urugwajski piłkarz
  - Marco Cosimo Piscopo, włoski siatkarz
  - Parid Xhihani, albański piłkarz
- 1984:
  - Allen Craig, amerykański baseballista
  - Jamon Gordon, amerykański koszykarz
  - Kathrin Hölzl, niemiecka narciarka alpejska
  - Krzysztof Kasprzak, polski żużlowiec
  - Ayumi Watase, japońska skoczkini narciarska
- 1985:
  - Chace Crawford, amerykański aktor, model
  - Agnieszka Dygacz, polska lekkoatletka, chodziarka
  - Hopsin, amerykański raper
  - Mara Navarria, włoska szpadzistka
  - Vinícius de Oliveira, brazylijski aktor
  - Dudu Omagbemi, nigeryjski piłkarz
  - Robert Winnicki, polski polityk, poseł na Sejm RP
- 1986:
  - Corina Căprioriu, rumuńska judoczka
  - Anna Fischer, niemiecka aktorka, piosenkarka
  - Claire de Gubernatis, francuska tenisistka
  - James Sorensen, australijski aktor, model
- 1987:
  - Carlos Eduardo, brazylijski piłkarz
  - Serhat Coşkun, turecki siatkarz
  - Jenny Fransson, szwedzka zapaśniczka
  - Władimir Gadżew, bułgarski piłkarz
  - Izabela Herdzik, polska judoczka
  - Ewa Mizdal, polska sztangistka
  - Jewgienij Riasienski, rosyjski hokeista
  - Latoya Williams, amerykańska koszykarka
  - Claudio Yacob, argentyński piłkarz
- 1988:
  - Sanja Ančić, chorwacka tenisistka
  - Änis Ben-Hatira, tunezyjski piłkarz niemieckiego pochodzenia
  - Mikko Koskinen, fiński hokeista, bramkarz
  - Stela-Iro Ledaki, grecka lekkoatletka, tyczkarka
  - Rok Mandl, słoweński skoczek narciarski
  - Eugenio Mena, chilijski piłkarz
  - Lorena Ortiz, ekwadorska lekkoatletka, tyczkarka
  - Wang Zhiwei, chiński strzelec sportowy
- 1989:
  - Siemion Antonow, rosyjski koszykarz
  - Aljaž Bedene, słoweński tenisista
  - Jamie Benn, kanadyjski hokeista
  - Derek Dietrich, amerykański baseballista
  - Mandla Masango, południowoafrykański piłkarz
  - Yohan Mollo, francuski piłkarz
  - Alice Nesti, włoska pływaczka
  - Dmitrij Sołowjow, rosyjski łyżwiarz figurowy
  - Däuren Żumagazyjew, kazachski zapaśnik
- 1990:
  - Saúl Álvarez, meksykański bokser
  - George Corral, meksykański piłkarz pochodzenia tajwańskiego
  - Fineza Eusébio, angolska koszykarka
  - Anders Konradsen, norweski piłkarz
  - Alina Łohwynenko, ukraińska lekkoatletka, sprinterka
- 1991:
  - Patryk Marjan, polski polityk, samorządowiec, prezydent Bełchatowa
  - Piotr Nguyen, polski szachista pochodzenia wietnamskiego
  - Mandy Rose, amerykańska wrestlerka, kulturystka, osobowość telewizyjna
  - Rubén Peña, hiszpański piłkarz
  - Florian Wünsche, niemiecki aktor
- 1992:
  - Tanasis Andetokunmbo, grecki koszykarz pochodzenia nigeryjskiego
  - Kinga Bandyk, polska koszykarka
  - Damian Kapica, polski hokeista
  - Mehdi Taremi, irański piłkarz
- 1993:
  - Nabil Fekir, francuski piłkarz pochodzenia algierskiego
  - Mats Rits, belgijski piłkarz
  - Amina Saoud, algierska siatkarka
  - Siham Saoud, algierska siatkarka
  - Taemin, południowokoreański piosenkarz, tancerz, aktor, model
- 1994:
  - Tabea Dalliard, szwajcarska siatkarka
  - Lee Yoo-mi, południowokoreańska aktorka
  - Alexander Morgan, australijski kolarz szosowy i torowy
  - Abbie Myers, australijska tenisistka
  - Alvas Powell, jamajski piłkarz
  - Laura Rizzotto, brazylijska piosenkarka
- 1995:
  - Maryna Bech-Romanczuk, ukraińska lekkoatletka, skoczkini w dal
  - Nedim Remili, francuski piłkarz ręczny pochodzenia algierskiego
  - Sui Wenjing, chińska łyżwiarka figurowa
- 1996:
  - Yung Lean, szwedzki raper, producent muzyczny
  - Siebe Schrijvers, belgijski piłkarz
- 1997:
  - Bam Adebayo, amerykański koszykarz pochodzenia nigeryjskiego
  - Chiara Kreuzer, austriacka skoczkini narciarska
  - Noah Lyles, amerykański lekkoatleta, sprinter
  - Simone Marcovecchio, włoski siatkarz
  - Serhij Pawłow, ukraiński koszykarz
  - Viktor Polášek, czeski skoczek narciarski
- 1998:
  - Adam Mokoka, francuski koszykarz
  - Alessia Orro, włoska siatkarka
- 1999:
  - Saud Abdulhamid, saudyjski piłkarz
  - Tomás Martín Etcheverry, argentyński tenisista
  - Miro Heiskanen, fiński hokeista
  - Kinny Zimmer, polski muzyk popowy, autor tekstów piosenek
- 2000:
  - Lutsharel Geertruida, holenderski piłkarz
  - Yūki Kobayashi, japoński piłkarz
  - Karina Kozłowska, białorusko-polska łuczniczka sportowa
  - Angielina Mielnikowa, rosyjska gimnastyczka
  - Alhassan Yusuf, nigeryjski piłkarz
- 2001:
  - Naif Al-Hadhrami, katarski piłkarz
  - Enzo Fittipaldi, brazylijsko-amerykański kierowca wyścigowy
  - Morgan Hurd, amerykańska gimnastyczka pochodzenia chińskiego
- 2002:
  - Carlos Angulo, kolumbijski zapaśnik
  - Larissa Iapichino, włoska lekkoatletka, skoczkini w dal pochodzenia jamajskiego
  - Ludmyła Kunina, ukraińska piłkarka
- 2003:
  - Jorge Berlanga, meksykański piłkarz
  - Lezus Lezu, cypryjski piłkarz
  - Hamad Međedović, serbski tenisista
  - Ferre Reggers, belgijski siatkarz
- 2006:
  - Wołodar Murzin, rosyjski szachista
  - Danelija Tuleszowa, kazachska piosenkarka

## Zmarli
- 640 – Arnulf z Metzu, rycerz króla frankijskiego Teudeberta II, protoplasta Karolingów (ur. przed 580)
- 715 – Muhammad ibn al-Kasim, arabski dowódca wojskowy (ur. 694–696)
- 924 – Abu’l-Hasan Ali ibn al-Furat, muzułmański wezyr (ur. 855)
- 1038 – Gunhilda, księżniczka duńska, królowa niemiecka (ur. ok. 1019)
- 1100 – Gotfryd z Bouillon, książę Dolnej Lotaryngii, jeden z dowódców I wyprawy krzyżowej, władca Królestwa Jerozolimskiego (ur. ok. 1058)
- 1123 – Bruno z Segni, włoski kardynał, święty (ur. ?)
- 1365 – Lorenzo Celsi, doża Wenecji (ur. ok. 1310)
- 1450 – Franciszek I, książę Bretanii (ur. 1414)
- 1476 – Filippo Calandrini, włoski duchowny katolicki, biskup Bolonii (ur. 1403)
- 1482 – Szymon z Lipnicy, polski duchowny katolicki, święty (ur. ok. 1435–1440)
- 1582 – Tomasz Polanowski, polski benedyktyn, opat (ur. ?)
- 1591 – Jacobus Gallus, słoweński kompozytor (ur. 1550)
- 1608 – Joachim Fryderyk Hohenzollern, margrabia-elektor Brandenburgii (ur. 1546)
- 1610 – Caravaggio, włoski malarz (ur. 1571)
- 1613 – Hipacy Pociej, polski działacz religijny, społeczny i polityczny, polemista religijny, kasztelan brzeski, prawosławny biskup włodzimierski i brzeski, następnie greckokatolicki metropolita halicki i kijowski, jeden z twórców Kościoła unickiego w I Rzeczypospolitej (ur. 1541)
- 1628 – Jan Fryderyk, książę Wirtembergii (ur. 1582)
- 1639 – Bernard, książę sasko-weimarski, landraf Turyngii, dowódca wojskowy (ur. 1604)
- 1650 – Christoph Scheiner, niemiecki jezuita, astronom (ur. 1573 lub 75)
- 1651 – Straceni przywódcy powstania chłopskiego na Podhalu:
  - Aleksander Kostka-Napierski, polski kapitan wojsk koronnych (ur. ?)
  - Stanisław Łętowski, polski chłop, sołtys Czarnego Dunajca (ur. ?)
  - Marcin Radocki, polski nauczyciel (ur. ?)
- 1666 – Danyło Jermolenko, hetman kozacki (ur. ?)
- 1585 – Alessandro Riario, włoski kardynał (ur. 1543)
- 1697 – António Vieira, portugalski jezuita, misjonarz (ur. 1608)
- 1721 – Antoine Watteau, francuski malarz (ur. 1684)
- 1723 – Franciszek Hieronim Plucieński, polski duchowny katolicki, wykładowca akademicki (ur. ok. 1663)
- 1729 – Józef Karol Wittelsbach, hrabia Palatynatu-Sulzbach (ur. 1694)
- 1730 – François de Neufville de Villeroy, francuski arystokrata, dowódca wojskowy, marszałek Francji (ur. 1644)
- 1735 – Johann Krieger, niemiecki kompozytor, organista (ur. 1651)
- 1736 – Johann August Marschall von Bieberstein, pruski urzędnik państwowy, dyplomata (ur. 1670)
- 1780 – Henrik de Hielmstjerne, duński polityk (ur. 1715)
- 1786 – Tomasz Belotti, polski architekt pochodzenia włoskiego (ur. 1706)
- 1792 – John Paul Jones, szkocki żeglarz, oficer amerykańskiej marynarki wojennej (ur. 1747)
- 1800 – Ginés Andrés de Aguirre, hiszpański malarz neoklasyczny (ur. 1727)
- 1803 – Anna Maria Lubomirska, polska dama dworu (ur. ?)
- 1817 – Jane Austen, brytyjska pisarka (ur. 1775)
- 1819 – Barthélemy Faujas de Saint-Fond, francuski geolog, wulkanolog (ur. 1741)
- 1839 – Dominik Đinh Đạt, wietnamski męczennik i święty katolicki (ur. ok. 1803)
- 1841 – Jozef Dekret-Matejovie, słowacki leśnik (ur. 1774)
- 1858 – Francisco Antonio Pinto Díaz, chilijski polityk, prezydent Chile (ur. 1785)
- 1863 – Robert Gould Shaw, amerykański pułkownik (ur. 1837)
- 1864 – Franciszek Bolemir Kwiet, czeski slawista, filozof, poeta, tłumacz (ur. 1825)
- 1868 – Emanuel Leutze, amerykański malarz pochodzenia niemieckiego (ur. 1816)
- 1869 – Laurent Clerc, francuski pedagog (ur. 1785)
- 1872 – Benito Juárez, meksykański polityk, prezydent Meksyku (ur. 1806)
- 1889 – Domingo Santa María, chilijski polityk, prezydent Chile (ur. 1825)
- 1890:
  - Alexander Bunge, niemiecki botanik (ur. 1803)
  - Christian Peters, amerykański astronom pochodzenia niemieckiego (ur. 1813)
- 1892:
  - Thomas Cook, brytyjski przedsiębiorca (ur. 1808)
  - Giuseppe d’Annibale, włoski kardynał (ur. 1815)
- 1895 – Karl Schenk, szwajcarski polityk, prezydent Szwajcarii (ur. 1823)
- 1900 – Johan Kjeldahl, duński chemik (ur. 1849)
- 1901:
  - Jan ten Brink, holenderski pisarz (ur. 1834)
  - Alfredo Piatti, włoski wiolonczelista, kompozytor (ur. 1822)
- 1902 – Hammud ibn Muhammad, sułtan Zanzibaru (ur. 1853)
- 1903 – Augustin Gattinger, amerykański lekarz, botanik pochodzenia niemieckiego (ur. 1825)
- 1907 – Karol Szulc, polski publicysta, księgarz, działacz polonijny w Brazylii (ur. 1839)
- 1909 – Karol Burbon, książę Madrytu (ur. 1848)
- 1915 – Valéria Dénes, węgierska malarka (ur. 1877)
- 1918:
  - Moritz-Waldemar Bretschneider-Bodemer, niemiecki pilot wojskowy, as myśliwski (ur. 1892)
  - Igor Romanow, rosyjski książę krwi imperatorskiej (ur. 1894)
  - Ioann Romanow, rosyjski książę krwi imperatorskiej (ur. 1886)
  - Konstanty Romanow, rosyjski książę krwi imperatorskiej (ur. 1890)
  - Sergiusz Romanow, rosyjski wielki książę (ur. 1869)
  - Elżbieta Romanowa, księżniczka heska, wielka księżna rosyjska (ur. 1864)
- 1919 – Raymonde de Laroche, francuska pilotka (ur. 1882)
- 1920 – Joachim Hohenzollern, książę pruski (ur. 1890)
- 1923 – Beatrice von Dovsky, austriacka pisarka, poetka, aktorka (ur. 1866)
- 1924 – Àngel Guimerà, hiszpański dramaturg, poeta (ur. 1845)
- 1925 – Maurycy Lilien, polski grafik, malarz, fotograf, ilustrator pochodzenia żydowskiego (ur. 1874)
- 1926 – Tyburcjusz Arnaiz Munoz, hiszpański duchowny katolicki, błogosławiony (ur. 1865)
- 1927 – Wasilij Polenow, rosyjski malarz (ur. 1844)
- 1931:
  - Piotr Demkowski, polski major dyplomowany piechoty, agent radzieckiego wywiadu (ur. 1895)
  - Hermann Hendrich, niemiecki malarz (ur. 1854)
- 1933:
  - Mikołaj (Pokrowski), rosyjski biskup prawosławny (ur. 1851)
  - James Stopford, brytyjski arystokrata, polityk (ur. 1853)
- 1936 – Stanisław Karol Władyczko, polski neurolog, psychiatra (ur. 1878)
- 1939:
  - Johann Franz (senior), spiskoniemiecki przewodnik tatrzański (ur. 1863)
  - Witold Maliszewski, polski kompozytor, dyrygent, pedagog (ur. 1873)
  - Paul Schneider, niemiecki pastor, teolog, działacz antynazistowski (ur. 1897)
- 1941 – Rudolf Tomanek, polski duchowny katolicki, teolog, liturgista (ur. 1879)
- 1942:
  - Filip Eisenberg, polski bakteriolog pochodzenia żydowskiego (ur. 1876)
  - Franciszek Górek, polski duchowny katolicki (ur. 1882)
  - Zdzisław Ludkiewicz, polski ekonomista, polityk, minister reform rolnych (ur. 1883)
  - Mieczysław Paluch, polski major artylerii (ur. 1888)
- 1944:
  - Wim Anderiesen, holenderski piłkarz (ur. 1903)
  - Adolf Maria Bocheński, polski pisarz, publicysta, podporucznik (ur. 1909)
  - Jerzy Levittoux, polski pułkownik dyplomowany saperów (ur. 1897)
  - Edward Przybysz, polski sierżant, harcmistrz, pedagog (ur. 1907)
- 1945 – Jindřich Krejčík, czechosłowacki podpułkownik, aktor, polityk (ur. 1905)
- 1946 – Maria Consolata Betrone, włoska zakonnica, Służenica Boża (ur. 1903)
- 1947:
  - Amadeo García, hiszpański trener piłkarski (ur. 1887)
  - Alfred Semrau, niemiecki teolog luterański, polityk (ur. 1882)
  - John Sewell, brytyjski przeciągacz liny (ur. 1882)
  - Heiti Talvik, estoński poeta (ur. 1904)
- 1948:
  - Grigore T. Popa, rumuński lekarz, wykładowca akademicki (ur. 1892)
  - Joanna Skwarczyńska, polska harcerka (ur. 1935)
- 1949:
  - Bernhard Hoetger, niemiecki rzeźbiarz, malarz, architekt, rzemieślnik (ur. 1874)
  - Jan Kaim, polski podporucznik, uczestnik podziemia antykomunistycznego (ur. 1912)
  - Vítězslav Novák, czeski kompozytor (ur. 1870)
- 1950 – Mignon Talbot, amerykańska paleontolog, wykładowczyni akademicka (ur. 1869)
- 1951 – Boris Posławski, rosyjski aktor (ur. 1897)
- 1954 – Machine Gun Kelly, amerykański gangster (ur. 1895)
- 1955 – Arthur Shaw, amerykański lekkoatleta, płotkarz (ur. 1886)
- 1956:
  - Antonio Allocchio, włoski szpadzista (ur. 1888)
  - Wacław Szokalski, polski generał brygady (ur. 1874)
- 1957 – Maria Bersano Begey, włoska polonistka, tłumaczka (ur. 1879)
- 1963 – Roman (Tang), rosyjski biskup prawosławny pochodzenia estońskiego (ur. 1893)
- 1965 – Folke Jansson, szwedzki lekkoatleta, trójskoczek (ur. 1897)
- 1966 – Jan Kotlarczyk, polski piłkarz (ur. 1903)
- 1967:
  - Humberto de Alencar Castelo Branco, brazylijski marszałek, polityk, prezydent Brazylii (ur. 1897)
  - Juan Luque de Serrallonga, hiszpański piłkarz, bramkarz, trener (ur. 1882)
- 1968:
  - Corneille Heymans, belgijski fizjolog, farmakolog, laureat Nagrody Nobla (ur. 1892)
  - Manfred Toeppen, amerykański piłkarz wodny (ur. 1887)
- 1971:
  - Julia Cæsar, szwedzka aktorka (ur. 1885)
  - Giulio Sarrocchi, włoski szablista (ur. 1887)
- 1972 – Enrique Gainzarain, argentyński piłkarz (ur. 1904)
- 1973:
  - Richard Remer, amerykański lekkoatleta, chodziarz (ur. 1883)
  - Witold Stefański, polski zoolog, parazytolog (ur. 1891)
- 1974:
  - Bolesław Lepszy, polski porucznik pilot (ur. 1888)
  - Zofia Szembekówna, polska pedagog, amatorska etnograf i archeolog (ur. 1885)
  - Ignacy Zarębski, polski pedagog, historyk kultury, biograf, dydaktyk (ur. 1905)
- 1975 – Teodor Piotrowski, polski polityk, działacz spółdzielczy, członek PKWN (ur. 1892)
- 1976:
  - Ischak Achmierow, radziecki funkcjonariusz służb specjalnych (ur. 1901)
  - Carlos de Dios Murias, argentyński duchowny katolicki, męczennik, błogosławiony (ur. 1945)
  - Jan Koutný, czeski gimnastyk (ur. 1897)
  - Gabriel Longueville, francuski duchowny katolicki, męczennik, błogosławiony (ur. 1931)
  - Vilmos Rácz, węgierski lekkoatleta, sprinter (ur. 1889)
- 1977 – Giorgio Pessina, włoski florecista (ur. 1902)
- 1978 – Urszula Rzeczkowska, polska akordeonistka, kompozytorka (ur. 1934)
- 1979:
  - Maria Malinowska, polska lekkoatletka, oszczepniczka, dyskobolka i kulomiotka (ur. 1909)
  - Pawieł Prokkonen, radziecki polityk pochodzenia fińskiego (ur. 1909)
  - Wolfgang Yourgrau, niemiecko-amerykański psycholog społeczny, fizyk, wykładowca akademicki, dziennikarz pochodzenia żydowskiego (ur. 1908)
- 1980 – Hanna Januszewska, polska pisarka (ur. 1905)
- 1982 – Roman Jakobson, amerykański językoznawca, slawista (ur. 1896)
- 1983:
  - Don Cockell, brytyjski bokser (ur. 1928)
  - Salomon Flohr, radziecki i czechosłowacki szachista pochodzenia żydowskiego (ur. 1908)
- 1985:
  - Louisa Ghijs, belgijska aktorka, śpiewaczka operowa (ur. 1902)
  - Jan Gryczman, polski major (ur. 1900)
  - Vicente Saldívar, meksykański bokser (ur. 1943)
- 1986:
  - Buddy Baer, amerykański bokser, aktor (ur. 1915)
  - Stanley Rous, angielski działacz piłkarski (ur. 1895)
- 1988:
  - Nico, niemiecka modelka, aktorka, wokalistka, członkini zespołu The Velvet Underground (ur. 1938)
  - Andrzej Rymkiewicz, polski żeglarz sportowy, trener i działacz żeglarski, pisarz (ur. 1939)
- 1989:
  - Szemu’el Rodenski, izraelski aktor (ur. 1904)
  - Rebecca Schaeffer, amerykańska aktorka (ur. 1967)
- 1990 – Štefan Čambal, słowacki piłkarz, trener (ur. 1908)
- 1991:
  - André Cools, belgijski polityk (ur. 1927)
  - Michał Falzmann, polski inspektor NIK (ur. 1953)
  - Ambrus Nagy, norweski szpadzista (ur. 1927)
- 1992 – Giuseppe Paupini, włoski kardynał (ur. 1907)
- 1993:
  - Jan Kinast, polski urzędnik państwowy, dyplomata (ur. 1928)
  - Jean Negulesco, amerykański reżyser filmowy pochodzenia rumuńskiego (ur. 1900)
  - Davis Roberts, amerykański aktor (ur. 1917)
  - Tadeusz Szaja, polski poeta (ur. 1925)
- 1995:
  - Fabio Casartelli, włoski kolarz szosowy (ur. 1970)
  - Bolesław Malisz, polski architekt, urbanista (ur. 1910)
  - Johan Gabriel Oxenstierna, szwedzki pięcioboista nowoczesny (ur. 1899)
  - Miłosław Petruszka, polski fotografik (ur. 1915)
  - Subagio Sastrowardoyo, indonezyjski poeta, prozaik (ur. 1924)
- 1996 – José Manuel Fuente, hiszpański kolarz szosowy (ur. 1945)
- 1997:
  - Eugene Shoemaker, amerykański geolog, astronom (ur. 1928)
  - Jan Sośnicki, polski generał brygady (ur. 1923)
- 1998:
  - Maurice Debesse, francuski psycholog, pedagog (ur. 1903)
  - Mykoła Łebed´, ukraiński działacz nacjonalistyczny (ur. 1909)
  - Samuel Tepler, izraelski malarz (ur. 1918)
- 1999 – Tadeusz Bełczewski, polski generał brygady (ur. 1923)
- 2000:
  - René Chocat, francuski koszykarz (ur. 1920)
  - Tamara Sołoniewicz, polska reżyserka i scenarzystka filmowa (ur. 1938)
- 2002 – Joseph Luns, holenderski polityk, sekretarz generalny NATO (ur. 1911)
- 2003:
  - Marc Camoletti, francuski dramaturg (ur. 1923)
  - Antoni Gołaś, polski zapaśnik, trener (ur. 1919)
  - Józef Żywiec, polski rolnik, związkowiec, samorządowiec, polityk, poseł na Sejm RP (ur. 1953)
- 2004:
  - Norman Lloyd Johnson, amerykański statystyk (ur. 1917)
  - Florian Kroenke, polski polityk (ur. 1909)
  - Jacek Lenartowicz, polski perkusista, członek zespołów: Deadlock, Tilt i Białe Wulkany (ur. 1961)
- 2005:
  - Łukasz Płuciennik, polski dziennikarz sportowy (ur. 1977)
  - William Westmoreland, amerykański generał (ur. 1914)
- 2006:
  - Ġużè Chetcuti, maltański poeta (ur. 1914)
  - Antonio La Pergola, polski trębacz, animator kultury (ur. 1952)
- 2007:
  - Jerry Hadley, amerykański śpiewak operowy (tenor) (ur. 1952)
  - Antonio La Pergola, włoski prawnik, wykładowca akademicki, polityk (ur. 1931)
  - Kenji Miyamoto, japoński polityk komunistyczny (ur. 1908)
- 2008:
  - Sławomir Dalka, polski prawnik (ur. 1925)
  - Wojciech Skalmowski, polski orientalista, literaturoznawca, eseista, prozaik, publicysta, krytyk literacki (ur. 1933)
- 2009:
  - Henry Allingham, brytyjski mechanik, superstulatek, weteran wojenny (ur. 1896)
  - Zbigniew Czajka, polski szachista, działacz szachowy, sędzia międzynarodowy (ur. 1934)
- 2010 – Petra Feibert, niemiecka szachistka (ur. 1958)
- 2011:
  - Ludwik Bronisz-Pikało, polski pisarz (ur. 1926)
  - Giulio Rinaldi, włoski bokser (ur. 1935)
- 2012:
  - Jerzy Mecwaldowski, polski iluzjonista (ur. 1937)
  - Jean François-Poncet, francuski polityk (ur. 1928)
  - Dawud Radżiha, syryjski generał porucznik, polityk (ur. 1947)
  - Frances Spence, amerykańska matematyk, programistka komputerowa (ur. 1922)
  - Asif Szaukat, syryjski generał, polityk (ur. 1950)
  - Ernest Toovey, australijski krykiecista, baseballista (ur. 1922)
  - Hasan Turkumani, syryjski generał porucznik, polityk (ur. 1935)
- 2013:
  - Włodzimir Drygas, polski trener piłki ręcznej, działacz sportowy, wykładowca akademicki (ur. 1936)
  - Władysław Marek Turski, polski astronom, informatyk, wykładowca akademicki (ur. 1938)
  - Vaali, indyjski poeta, autor tekstów piosenek, aktor (ur. 1931)
- 2014 – Jure Pelivan, bośniacki polityk narodowości chorwackiej, premier Bośni i Hercegowiny (ur. 1928)
- 2015 – Alex Rocco, amerykański aktor (ur. 1936)
- 2016:
  - Agata Karczmarek, polska gimnastyczka sportowa, lekkoatletka, skoczkini w dal (ur. 1963)
  - Nikolaus Messmer, rosyjski duchowny katolicki pochodzenia niemieckiego, biskup, administrator apostolski Kirgistanu (ur. 1954)
- 2017:
  - Andrzej Fonfara, polski hokeista (ur. 1939)
  - Max Gallo, francuski historyk, pisarz, polityk (ur. 1932)
  - Wojciech Mróz, polski dziennikarz, poeta (ur. 1957)
- 2018:
  - Czesław Malec, polski koszykarz (ur. 1941)
  - Izabella Nawe-Spychalska, polska śpiewaczka operowa (sopran koloraturowy) (ur. 1943)
  - Mo Nunn, brytyjski kierowca wyścigowy, inżynier, założyciel zespołu F1 Ensign Racing (ur. 1938)
  - Burton Richter, amerykański fizyk, laureat Nagrody Nobla (ur. 1931)
  - Danuta Urbanowicz, polska malarka (ur. 1932)
- 2019:
  - Yukiya Amano, japoński dyplomata, dyrektor generalny Międzynarodowej Agencji Energii Atomowej (ur. 1947)
  - André Bradford, portugalski samorządowiec, polityk, eurodeputowany (ur. 1970)
  - David Hedison, amerykański aktor (ur. 1927)
  - Jerzy Majkowski, polski działacz konspiracji w czasie II wojny światowej, uczestnik powstania warszawskiego (ur. 1928)
  - Krzysztof Zarzecki, polski tłumacz, edytor, żołnierz AK, uczestnik powstania warszawskiego (ur. 1926)
- 2020:
  - Jekatierina Aleksandrowska, rosyjska łyżwiarka figurowa (ur. 2000)
  - Charles Bukeko, kenijski aktor (ur. 1962)
  - Juan Marsé, hiszpański pisarz, dziennikarz, scenarzysta (ur. 1933)
  - Haruma Miura, japoński aktor, piosenkarz (ur. 1990)
  - Henrique Soares da Costa, brazylijski duchowny katolicki, biskup Palmares (ur. 1963)
  - Manuel Sobreviñas, filipiński duchowny katolicki, biskup Imus (ur. 1924)
- 2021:
  - Milan Lasica, słowacki aktor, piosenkarz, dramaturg (ur. 1940)
  - Antonio López Castillo, wenezuelski duchowny katolicki, arcybiskup Barquisimeto (ur. 1945)
  - Nenad Stekić, serbski lekkoatleta, skoczek w dal (ur. 1951)
- 2022:
  - Egidio Caporello, włoski duchowny katolicki, biskup Mantui, sekretarz generalny Konferencji Episkopatu Włoch (ur. 1931)
  - Ottavio Cinquanta, włoski łyżwiarz szybki, działacz sportowy, prezes Międzynarodowej Unii Łyżwiarskiej (ISU) (ur. 1938)
  - Radosław Czerniak, polski koszykarz, trener (ur. 1969)
  - José Diéguez Reboredo, hiszpański duchowny katolicki, biskup Osmy-Sorii, Ourense i Tui-Vigo (ur. 1934)
  - Jacek Łukomski, polski chirurg, nauczyciel akademicki, samorządowiec (ur. 1950)
  - Claes Oldenburg, szwedzki rzeźbiarz (ur. 1929)
  - Aloyzas Sakalas, litewski inżynier, polityk, wicemarszałek Sejmu, eurodeputowany (ur. 1931)
- 2023:
  - Paul Bakyenga, ugandyjski duchowny katolicki, arcybiskup Mbarary (ur. 1944)
  - Oommen Chandy, indyjski polityk, premier rządu stanowego Kerali (ur. 1943)
  - Bhaskaran Sathianathan, malezyjski piłkarz, trener (ur. 1958)
- 2024:
  - Doudas Leydi Camara, senegalski koszykarz (ur. 1947)
  - Richard Cottrell, brytyjski dziennikarz, publicysta, polityk, eurodeputowany (ur. 1943)
  - Jean-Pierre Goudeau, francuski lekkoatleta, sprinter (ur. 1933)
  - Bob Newhart, amerykański aktor, komik (ur. 1929)
  - Iwo Pawłowski, polski aktor (ur. 1972)
- 2025:
  - Michał Bałasz, polski architekt (ur. 1923)
  - Edward Kupczyński, polski żużlowiec, trener (ur. 1929)
  - Roger Norrington, brytyjski dyrygent (ur. 1934)
  - Hitomi Obara, japońska zapaśniczka (ur. 1981)
  - André Vingt-Trois, francuski duchowny katolicki, arcybiskup Paryża, kardynał (ur. 1942)
  - Abdul Mannan Talukder, banglijski polityk (ur. 1936)
  - Rex White, amerykański kierowca wyścigowy (ur. 1929)
  - Rafał Zapała, polski artysta dźwięku, kompozytor, improwizator, profesor sztuk muzycznych (ur. 1975)